# アラブ首長国連邦の外交使節団のリスト
この記事は、アラブ首長国連邦の外交使節団についてリストしています。 現在、アブダビには少なくとも125の大使館があります。 多くの国には、アラブ首長国連邦に認定された非居住者の外交使節団もあります。

## 大使館
アブダビ
- アルゼンチン
- オーストラリア
- アルメニア
- アルジェリア
- アフガニスタン
- イギリス
- 中華人民共和国
- ドイツ
- フランス
- 日本
- ケニア
- モルディブ
- シエラレオネ
- 韓国
- タイ
- トルクメニスタン
- タンザニア

## 領事館
ドバイ
- インドネシア
- エリトリア

## 認定された外交使節団
'居住者の都市は括弧内にあります_
- 中央アフリカ （カイロ）
- ラオス (クウェート市)
- ギニアビサウ （アルジェ）
- トーゴ （クウェートシティ）
- ザンビア （カイロ）